# شعب الحمير (حبيل جبر)

تعديل مصدري - تعديل

شعب الحمير هي إحدى قرى عزلة حبيل جبر بمديرية حبيل جبر التابعة لمحافظة لحج، بلغ تعداد سكانها 55 نسمة حسب تعداد اليمن لعام 2004.